# بستورپ
بستورپ (به سوئدی: Bestorp) یک منطقه مسکونی است که در بخش لینشوپینگ شهرستان اوستریوتلاند در کشور سوئد واقع شده است. جمعیت بستورپ در پایان سال ۲۰۱۰ بالغ بر ۴۷۵ نفر بوده است.